# 九如鄉
22°44′24″N 120°29′25″E / 22.7399991°N 120.4901405°E
九如鄉，舊稱「九塊厝」，位於台灣屏東縣西北方，北臨里港鄉，西鄰高雄市大樹區，東鄰鹽埔鄉，東南連長治鄉，南接屏東市。
本鄉位處屏東平原之上，地形平坦，地勢由東北向西南略為傾斜，高屏溪支流武洛溪流貫鄉境，氣候上則屬熱帶季風氣候。

## 歷史
九如鄉舊名「九塊厝」，相傳最早是由張、楊、黃、鄭等九戶人家來此開墾，因而得名。原為平埔原住民馬卡道族塔加里揚社、鳳山八社阿猴社之活動範圍。清朝時隸屬於鳳山縣，乾隆年間始建九如三山國王廟，輿圖上此地有巴轆庄部落。光緒年間此地設有九塊厝塘。九塊厝一開始可能是閩客混合居住的地域，後來才變成閩南人為主的村莊。日治初期劃歸阿猴廳。1920年台灣地方改制，在此設置「九塊庄」，劃歸高雄州屏東郡管轄。下轄有九塊、下冷水坑、三塊厝、後庄、東寧五庄。1930年代，日本政府在今玉泉村興建日出移民村。
戰後初期改劃設為高雄縣九塊鄉，後劃入屏東市，易名「九如」，設置「九如區」。1950年改設屏東縣九如鄉，且併入原屬鹽埔鄉之下庄一帶，即為今玉泉村。

## 聚落
- 九明村：下有崁仔頂聚落，東邊處為昔日九塊厝之一部分。
- 九清村：九如最早開發的地區之一，昔稱九塊厝。
- 九塊村：九如最早開發的地區之一，昔稱九塊厝。
- 耆老村：有豐田（下番社）、過田、耆老三處聚落。
- 洽興村：有昌榮（中番社）、平和（頂番社）、鴨母寮、豐平四處聚落，豐平為昔日移民村之地。
- 大坵村：有大坵園、水尾、王厝廍三處聚落。
- 東寧村：有東寧、新莊兩處聚落。
- 後庄村：後庄聚落，亦有三山國王廟。昔日聚落山寮仔在日治中期因瘟疫而廢庄。
- 三塊村：下有三塊聚落，北承里港鄉塔樓村。
- 玉水村：舊稱下冷水坑。
- 玉泉村：有中庄、下庄、溪底及圳寮四處聚落。

## 人口
根據屏東縣里港戶政事務所統計，2024年底九如鄉戶數約7.8千戶，人口約2.2萬人，鄉內人口最多與最少的村分別是東寧村與大坵村，2024年底兩村人口分別為5,359人與1,324人，其中東寧村也是屏東縣人口最多的村，在屏東縣443個村里中則排行第16位。
九如鄉各族群分布當中，除了玉泉村有圳寮、溪底等客家聚落，有近千人的客家人，其餘地區皆為閩南人。近年來平埔原住民研究興起，番社（今昌榮及耆老村一部分），作為塔樓社故地，一些當地居民開始有馬卡道族原住民的認同。

## 政治

### 歷任首長
| 任次 | 姓名   | 黨籍       | 備註 |
| ---- | ------ | ---------- | ---- |
| 1    | 陳清榮 |            |      |
| 2    | 陳清榮 |            |      |
| 3    | 陳清榮 |            |      |
| 4    | 楊坤杞 |            |      |
| 5    | 古認冬 |            |      |
| 6    | 古認冬 |            |      |
| 7    | 黃金裕 |            |      |
| 8    | 黃金裕 |            |      |
| 9    | 古認冬 |            |      |
| 10   | 楊泰春 |            |      |
| 11   | 楊泰春 |            |      |
| 12   | 許世裕 | 民主進步黨 |      |
| 13   | 許世裕 | 民主進步黨 |      |
| 14   | 許文瑞 | 無黨籍     |      |
| 15   | 許重慶 | 民主進步黨 |      |
| 16   | 許重慶 | 民主進步黨 |      |
| 17   | 張振亮 | 民主進步黨 |      |
| 18   | 張振亮 | 民主進步黨 |      |
| 19   | 藍聰信 | 民主進步黨 | 現任 |

### 鄉政組織
九如鄉公所是九如鄉最高層級的地方行政機關，在中華民國政府架構中為鄉自治的行政機關，同時負責執行縣政府及中央機關委辦事項。九如鄉的自治監督機關為屏東縣政府。鄉長由全體鄉民直接選舉產生，任期為四年，可連選連任一次。九如鄉公所並置鄉政會議，為鄉政最高決策機構，在鄉長之下，設有6課2室等8個內部單位及3個附屬機關。
九如鄉民代表會是九如鄉的最高民意機關，代表九如鄉全體鄉民立法和監察鄉政。鄉民代表由公民直選選出，任期為四年，可連選連任。九如鄉民代表會共有11位鄉民代表，分別為第一選區3席鄉民代表、第二選區4席鄉民代表、第三選區2席鄉民代表、第四選區2席鄉民代表，主席、副主席由11位鄉民代表互選產生。

### 行政區
現今九如鄉行政範圍的確立，來自於1946年，遍入屏東市並改為屏東市「九如區」，同時原屬鹽埔庄（今鹽埔鄉）彭厝的玉泉村也在此時納入區域。1950年10月，復置九如鄉，改屬屏東縣。
- 九明村、a九塊村、大坵村、玉泉村、後庄村、耆老村
- b九清村、三塊村、玉水村、東寧村、洽興村

| 九如鄉行政區劃                                                           |
| 三 塊 村 大坵村 九 明 村 玉水村 東 寧 村 玉泉村 後村 洽興村 耆 老 村 a b |

## 公共服務

### 警政治安
- 屏東縣政府警察局里港分局
  - 九如分駐所：屏東縣九如鄉九明村九如路二段177號
- 內政部警政署保安警察第七總隊第八大隊
  - 屏東分隊：台灣屏東縣九如鄉玉水路72巷20號

### 消防
- 屏東縣政府消防局第一大隊
  - 九如分隊

## 文化
九如三山國王廟每年都會舉辦王爺奶奶回娘家之祭典，為當地最盛大的廟會。

## 教育

### 國民中學
- 屏東縣立九如國民中學

### 國民小學
- 屏東縣九如鄉九如國民小學
- 屏東縣九如鄉後庄國民小學
- 屏東縣九如鄉三多國民小學
- 屏東縣九如鄉惠農國民小學
  - 屏東縣九如鄉惠農國民小學玉水分班：屏東縣九如鄉玉水村玉水路72巷20號(2014裁撤)

## 交通

### 公路
國道
- 國道三號（福爾摩沙高速公路）
  - 高屏溪斜張橋
  - 九如交流道（391k）
  - 屏東交流道（396k）

省道
- 台3線：九如路一段、二段、三段九如鄉九如路三段上的牛車造型7-11（多多利門市）。
- 台27線：海豐街

縣道

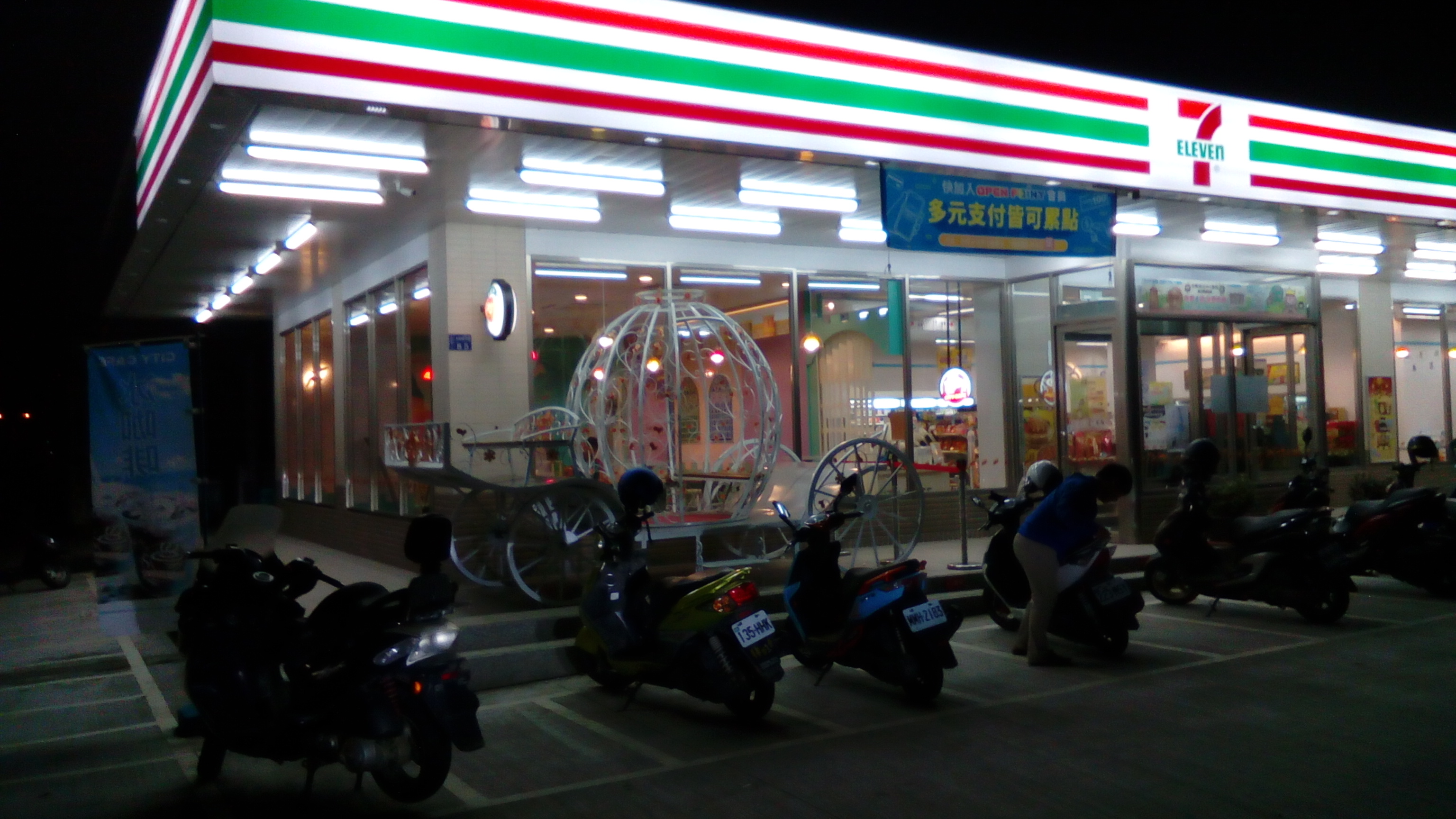
九如鄉九如路三段上的牛車造型7-11（多多利門市）。

- 縣道187丙線（2014年5月1日公告新編）：三民路、國道三號橋下側車道

鄉道
- 屏13線
- 屏16線
- 屏17線
- 屏18線
- 屏24線
- 屏26線

## 旅遊
- 國道三號高屏溪斜張橋：連接高、屏兩縣市，橋面由不對稱的紅色斜張鋼索銜接，主橋跨徑330公尺，側跨徑180公尺，橋面寬35公尺、全長2617公尺，橋塔高度184公尺，特殊的A字造型，結合了「力」與「美」的設計。若以全世界單塔斜張橋而論，其跨徑僅次於德國跨越萊茵河橋，為全世界排名第二，而亞洲第一。
- 陳家古厝
- 龔家古厝
- 耆老社區排水溝
- 玉泉村螢火蟲園區
- 九如三山國王廟
- 九如淨念寺
- 屏東普濟寺
- 九如清水宮：主祀三代祖師，創建於光緒年間。
- 財團法人台灣香蕉研究所
- 巴轆公園
- 九如鄉休閒運動公園

## 特產
- 香蕉
- 椰子
- 檸檬

## 外部連結
- 官方网站
- 屏東縣九如鄉立圖書館[]
- 九如戶政事務所（页面存档备份，存于）
- 九如衛生所
- 屏東縣九如鄉民俗推展協會（页面存档备份，存于）
- OpenStreetMap上有關九如鄉的地理